# Pousa (Villamarín)
Pousa (llamada oficialmente A Pousa) es una aldea situada en la parroquia de Boimorto, del municipio español de Villamarín, en la provincia de Orense, Galicia.

## Demografía
| Gráfica de evolución demográfica de Pousa entre 2000 y 2023 |
|                                                             |
| Datos según el nomenclátor publicado por el INE.            |